# Les Cent et Une Nuits de Simon Cinéma
Les Cent et Une Nuits de Simon Cinéma is een Brits-Franse filmkomedie uit 1995 onder regie van Agnès Varda.

## Verhaal
De 100-jarige Simon Cinéma woont alleen in een groot landhuis. Hij begint vergeetachtig te worden en daarom huurt hij een jonge vrouw in die hem verhalen vertelt over films. Er komen ook verschillende filmsterren over de vloer en studenten die geld van hem willen voor filmprojecten.

## Rolverdeling
| Acteur               | Personage                 |
| -------------------- | ------------------------- |
| Michel Piccoli       | Simon Cinéma              |
| Marcello Mastroianni | Italiaanse vriend         |
| Henri Garcin         | Firmin                    |
| Julie Gayet          | Camille Miralis           |
| Mathieu Demy         | Mica                      |
| Emmanuel Salinger    | Vincent                   |
| Anouk Aimée          | Anouk                     |
| Fanny Ardant         | Ster die 's nachts draait |
| Jean-Paul Belmondo   | Professor Bébel           |
| Romane Bohringer     | Meisje in het paars       |
| Sandrine Bonnaire    | Zwerfster                 |
| Jean-Claude Brialy   | Reisgids                  |
| Patrick Bruel        | Eerste redenaar           |
| Alain Delon          | Alain Delon               |
| Catherine Deneuve    | Filmster                  |